# 제1회 대구단편영화제
제1회 대구단편영화제는 2000년 11월 8일에 열린 시상식이다.

## 수상 및 후보

### 대상
- 이발소 - 이기호 수상

### 우수상
- 하월 - 이정화 수상

### 연기상
- 출근 - 서원태 수상

### 촬영상
- 해발아기 - 주재형 수상

### 본선경쟁작
- 가위 - 김정필
- 건 - 윤용훈
- 내가 여기 있어요 - 송미나
- 망막 - 김은경
- 집 - 이정애
- 상식 - 이민경
- 타임 아웃 - 김민성
- 라이프 21C - 송명섭
- 병아리 - 전영신
- 제 12 경주 - 이정표
- 증발 - 최주현
- 여행 - 박정수

### 애플시네마
- 즐거운 사형장 - 안유학 수상
- 부재중 - 양기원 수상